# Rushford (Minnesota)
Pour les articles homonymes, voir Rushford.
Rushford est une ville américaine située dans le Comté de Fillmore, dans le Minnesota. Selon le recensement de 2010, sa population est de 1 731 habitants.

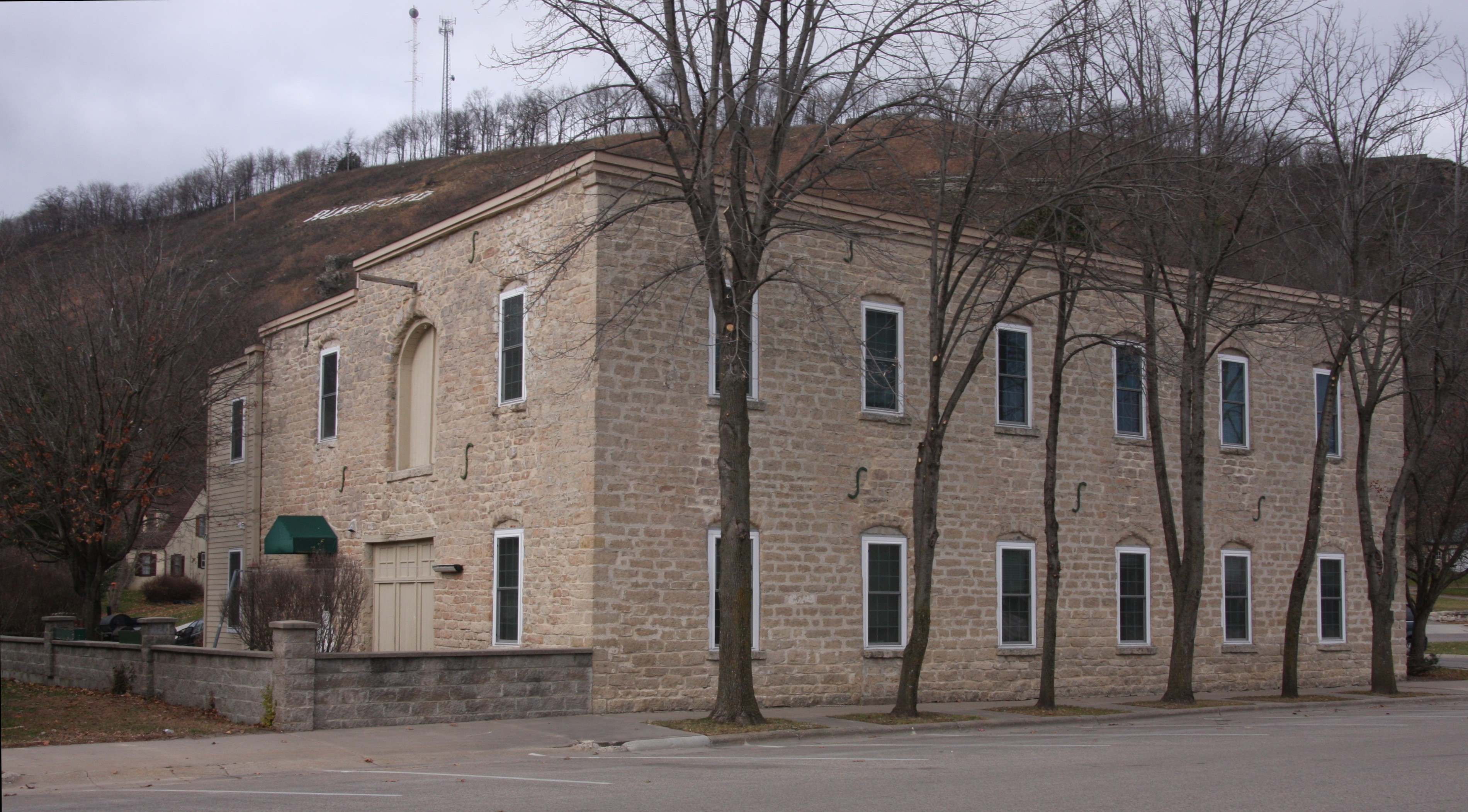
Rushford Wagon and Carriage Company, maintenant un immeuble d'appartements